# Mérens (Gers)
Mérens é uma comuna francesa na região administrativa de Occitânia, no departamento de Gers. Estende-se por uma área de 4,18 km². Em 2010 a comuna tinha 67 habitantes (densidade: 16 hab./km²).

## Demografia
Em 2011, o município contava com 64 habitantes. A evolução do número de habitantes é conhecida ao longo dos censos populacionais realizados na cidade desde 1793. A partir do século XXI, o censo real de municípios com menos de 10.000 habitantes são realizadas a cada cinco anos, ao contrário de outras cidades que possuem um inquérito por amostragem a cada ano. 